# Ryōta Iwabuchi
Ryōta Iwabuchi (japanisch 岩渕 良太 Iwabuchi Ryōta; * 26. April 1990 in Musashino) ist ein japanischer Fußballspieler.

## Karriere
Iwabuchi erlernte das Fußballspielen in der Jugendmannschaft vom FC Tokyo und der Universitätsmannschaft der Meiji-Universität. Seinen ersten Vertrag unterschrieb er 2013 beim Matsumoto Yamaga FC. Der Verein spielte in der zweithöchsten Liga des Landes, der J2 League. Für den Verein absolvierte er zwei Ligaspiele. 2014 wurde er an den Renofa Yamaguchi FC ausgeliehen. 2015 wurde er an den Drittligisten FC Ryukyu ausgeliehen. Für den Verein absolvierte er 32 Ligaspiele. 2016 wechselte er zum Drittligisten SC Sagamihara. Für den Verein absolvierte er 29 Ligaspiele. 2017 wechselte er zum Ligakonkurrenten Grulla Morioka. Für den Verein absolvierte er 24 Ligaspiele. 2018 wechselte er zum Ligakonkurrenten Fujieda MYFC. Am Ende der Saison 2022 feierte er mit dem Verein die Vizemeisterschaft und den Aufstieg in die zweite Liga.

## Erfolge
Fujieda MYFC
- Japanischer Drittligavizemeister: 2022  ▲